# Geschützter Landschaftsbestandteil Obstwiese auf dem Loh
Der Geschützte Landschaftsbestandteil Obstwiese auf dem Loh mit einer Flächengröße von 0,43 ha liegt nordwestlich von Madfeld im Stadtgebiet von Brilon. Das Gebiet wurde 2001 mit dem Landschaftsplan Hoppecketal durch den Kreistag des Hochsauerlandkreises als Geschützter Landschaftsbestandteil (LB) ausgewiesen. Der LB ist umgeben vom Landschaftsschutzgebiet Briloner Hochfläche.

## Beschreibung
Der Landschaftsplan führt zum LB aus: „Es handelt sich um eine relativ alte, aus mehreren hochstämmigen Sorten bestehende Obstwiese mitten in der ausgeräumten Feldflur zwischen dem Buchholz und der L 956 Madfeld – Bleiwäsche. Durch diese exponierte Lage kommt ihr – neben der Biotoptypischen Habitatfunktion – eine besondere Bedeutung für das Landschaftsbild zu. Um einer Überalterung und natürlichem Verschwinden vorzubeugen, ist es sinnvoll, zeitnah junge Obst-Hochstämme heimischer Sorten hier zwischenzupflanzen.“

## Schutzzweck
Der Landschaftsplan dokumentiert zum Schutzzweck:
„Als geschützte Landschaftsbestandteile werden Teile von Natur und Landschaft festgesetzt, soweit ihr besonderer Schutz
a) zur Sicherstellung der Leistungsfähigkeit des Naturhaushaltes,
b) zur Belebung, Gliederung oder Pflege des Orts- und Landschaftsbildes oder
c) zur Abwehr schädlicher Einwirkungen
erforderlich ist. Der Schutz kann sich in bestimmten Gebieten auf den gesamten Bestand an Bäumen, Hecken oder anderen Landschaftsbestandteilen erstrecken.“
Zu Verboten ist im Landschaftsplan aufgeführt:
„Nach § 34 Abs. 4 LG ist die Beseitigung eines geschützten Landschaftsbestandteils sowie alle Handlungen, die zu einer Zerstörung, Beschädigung oder Veränderung des geschützten Landschaftsbestandteils führen können, verboten.“
Mit dem Landschaftsplan wurde das Gebot erlassen:
„Die Geschützten Landschaftsbestandteile sind durch geeignete Pflegemaßnahmen zu erhalten, solange der dafür erforderliche Aufwand in Abwägung mit ihrer jeweiligen Bedeutung für Natur und Landschaft gerechtfertigt ist.“